# École polytechnique universitaire de Lorraine
Die École polytechnique universitaire de Lorraine (Polytech Nancy, ehemals École supérieure des sciences et technologies de l’ingénieur de Nancy) ist eine französische Ingenieurhochschule, die 1960 gegründet wurde.
Die 5-jährige Ingenieurausbildung wird mit einem Master of Science abgeschlossen und beinhaltet eine 2-jährige Spezialisierung. Am Ende des dritten Jahres müssen die Studenten zwischen den beiden Hauptachsen der Ausbildung wählen: GEMMES (Maschinenbau) oder ISYS (Systemtechnik). Dann wählen sie ihre Spezialisierung für das letzte Jahr.
Die Polytech Nancy mit Sitz in Nancy ist eine öffentliche Hochschule. Sie ist Mitglied der Université de Lorraine.